# Льон-Фест
«Льон-Фест» — всеукраїнський фестиваль-конкурс «Відродження льонарства та народних художніх промислів України», започаткований у 2008 році.

## Мета фестивалю
- привернення уваги держави і суспільства до збереження, відродження і розвитку льонарства та народних художніх промислів;
- забезпечення спадкоємності самобутніх традицій народної культури, підвищення рівня духовності українського народу;
- підтримки вітчизняних товаровиробників і підприємців у сфері виробництва та реалізації високоякісних товарів з льону.

## Форма проведення
- конкурсний показ колекцій з льону,
- виставка-ярмарок тканин, одягу, домашнього текстилю, прикрас, фурнітури, сувенірної продукції з льону, унікальних книг, ікон та творів народного мистецтва.

## Організатори
- Компанія «КОТТІ-Льон» (Керівник — дизайнер Тетяна Цуканова)
- Всеукраїнський благодійний фонд «Живодайне джерело» (директор Алла Тарасевич).

Співорганізатори:
- Синодальний відділ «Церква і Культура» Української Православної Церкви;
- Національний центр народної культури «Музей Івана Гончара»;
- Київська міська громадська організація «Студія Парадіз»;
- редакція журналу «Аленка + Сережка»;
- журнал «Моя сім'я»;
- Міжнародна громадська організація «Жінка третього тисячоліття».